# Xantholeon helmsi
Xantholeon helmsi är en insektsart som beskrevs av Tillyard 1916. Xantholeon helmsi ingår i släktet Xantholeon och familjen myrlejonsländor. Inga underarter finns listade i Catalogue of Life.